# Фрідріх Гессен-Дармштадтський
Фрідріх Гессен-Дармштадтський (нім. Friedrich von Hessen-Darmstadt), (18 вересня 1677—13 жовтня 1708)— принц Гессен-Дармштадтський, російський генерал на службі у царя Петра I, учасник Північної війни зі Швецією.

## Біографія
Фрідріх народився 18 вересня 1677 року у Дармштадті. Він був наймолодшою дитиною в родині ландграфа Гессен-Дармштадтського Людвіга VI та його другої дружини Єлизавети Доротеї Саксен-Гота-Альтенбурзької. Окрім нього в сім'ї було четверо синів і дві доньки. 
1697 року У Римі разом з братами Георгом, Філіпом та Генріхом перейшов з протестантизму у католицтво, незважаючи на протести матері.
У 27 років побрався із Марією Петронеллою фон Штокмансс. Весілля відбулось 20 листопада 1704 у Маріацеллі. За дев'ять місяців у Відні народилась їхня єдина донька Марія Анна Фредеріка (1705—1788) — одружена із графом Карлом Антоном Джиніні, дітей не мала.
Згодом Фрідріх поступив на службу до московського  царя Петра I, який тоді вів війну зі Швецією. У 1707 році він призначив Фрідріха генерал-лейтенантом кавалерії. У переможній битві при Лешно 9 вересня 1708 року принц був важко поранений і за місяць помер. Його вклад в битву вважається вагомим.